# アウト・オブ・ボックス・エクスペリエンス
アウト・オブ・ボックス・エクスペリエンス（英語: Out-of-box experience、OOBE、ウービー）は、ユーザーがパソコンを段ボール箱から取り出して最初に使用する準備をする作業過程を示す語である。日本でいう「セットアップ」の作業を含む概念。

## 概要
店頭での使用体験や熟練ユーザーによるインタラクション・エクスペリエンスとは異なり、コンピューターのハードウェアやソフトウェアの初期設定、いわゆるセットアップ作業が含まれる。アウト・オブ・ボックス・エクスペリエンスは通常、購入者がコンピューター製品を使い始める際の手軽さ、製品を使用する最初の印象を示す語として用いられる。ハードウェア製品の場合、論理的でわかりやすい取扱説明書とハード自体の品質の高さによって、よりよいOOBEを生み出すことができる。
Microsoftではこの用語を、ソフトウェアのインストール後、最初の起動時に発生するユーザーエクスペリエンスを指して使用する。

## アウト・オブ・ボックスの失敗
アウト・オブ・ボックスの失敗（英語: Out-of-box failure、OBFまたはOOBF）とは、製品を最初に使用した直後に発生した障害を示す語。多くは故障によるもの。コンピューター関連では、コンピューターのハードウェアやソフトウェアの初期設定やインストールを実行する際に発生する障害モードを指すこともある。障害の原因には、ハードウェアの場合は品質管理の不備や製品の誤った構成、ソフトウェアの場合はバグや不具合が含まれる。特に製品に対する顧客の期待が高い場合はブランドや小売店、またはOEMメーカーのブランド価値に大きな悪影響を与える可能性がある。 